# الحصار القاري

الإمبراطورية الفرنسية عام 1812.
إدارة مباشرة
دولة عميلة
النظام القاري

الحصار القاري (بالإنجليزية: Continental Blockade أو Continental System) هو نظام السياسة الخارجية الذي أتبعه نابليون بونابارت في صراعه ضد المملكة المتحدة وأيرلندا أثناء حروبه، وقد افتتح في عام 1806 وانتهى عام 1814.
كانت المملكة المتحدة قوة كبيرة في تشجيع المقاومة ضد فرنسا، وفي نفس الوقت كان نابليون مفتقرا للموارد اللازمة لكي يهزم المملكة المتحدة أو القوات البحرية للمملكة المتحدة المتمركزة في البحر، قد حاول ولكن كانت تنتهي المحاولات بالهزيمة وكانت آخر المعارك هي معركة طرف الغار في عام 1805، فحاول بطريقة أخرى في إلحاق الهزيمة بالقوات البريطانية وكانت من الناحية الاقتصادية، وكنتيجة للثورة الصناعية في هذا الوقت كانت بريطانيا من أصحاب التقدم في هذا المجال والانتعاش الصناعي ومركز صناعي لأوروبا فعمل نابليون حظر التجارة على البلدان الواقعة تحت سيطرته على التجارة مع المملكة المتحدة لتدمير التجارة بها.

## الآثار

### بريطانيا العظمى
كان للحصار تأثيرات مختلطة على التجارة البريطانية. حث الحظر البريطانيين على البحث عن أسواق جديدة، وعلى الانخراط في عمليات التهريب مع أوروبا القارية. لم يستطع مراقبو الجمارك التابعون لنابليون والمتركزون على اليابسة منع المهربين البريطانيين الذين كانوا متواطئين مع حكام نابليون في إسبانيا وفستفالن ودول ألمانية أخرى. انخفضت الصادرات البريطانية إلى أوروبا القارية بنسبة تتراوح بين 25% و 55% مقارنة بمستويات ما قبل عام 1806. مع ذلك، تزايدت العمليات التجارية بين بريطانيا العظمى وبقية دول العالم، وتمكنت بذلك بريطانيا من تغطية جزء كبير من التراجع في صادراتها إلى القارة الأوروبية.
بأوامر صادرة عن المجلس الخاص للملكة المتحدة، منعت بريطانيا شركاءها التجاريين من التجارة مع فرنسا. رد البريطانيون على الحصار القاري بالتهديد بإغراق أي سفينة لم تصل الموانئ البريطانية واختارت الامتثال لفرنسا. فرض هذا التهديد المزدوج حالة من عدم الارتياح عند الدول المحايدة، كالولايات المتحدة. ردًا على الحظر، تبنت الحكومة الأمريكية قانون الحظر لعام 1807، ومشروع قانون ماكون رقم 2. وضعت خطط هذا الحصار ليكون بمثابة هجوم اقتصادي مضاد يهدف لإلحاق أكبر قدر ممكن من الضرر ببريطانيا، لكن الضرر الذي ألحقه هذا الحصار بالتجار الأمريكيين كان أكبر بكثير من ذاك الذي ألحق بالبريطانيين. تسببت التوترات الحاصلة، جنبًا إلى جنب مع القضايا المرتبطة بتجنيد البحارة الأجانب، والدعم البريطاني للغارات الهندية في الغرب الأمريكي، إلى إعلان الولايات المتحدة الحرب في عام 1812. أدت هذه الحرب (وليس الحصار القاري) إلى انخفاض معدلات التجارة البريطانية مع الولايات المتحدة الأمريكية بشكل كبير.
عانى الاقتصاد البريطاني في الفترة ما بين عامي 1810 و1812 بشكل كبير، خاصة فيما يتعلق بمواضيع ارتفاع معدلات البطالة والتضخم. تسبب ذلك بانتشار المظاهرات والاحتجاجات العنيفة في عموم الأراضي البريطانية. مع ذلك، دعمت الطبقتان العليا والوسطى الحكومة البريطانية التي استخدمت الجيش لقمع احتجاجات الطبقة العاملة وخصوصًا متظاهري حركة لاضية الاجتماعية الثورية.

### فرنسا وأوروبا القارية
تضرر الاقتصاد الفرنسي من هذه الحوادث. إذ تراجعت الصناعات المعتمدة على الأسواق الخارجية، كصناعة الكتان، وصناعات أخرى كبناء السفن وصناعة الحبال، بشكل كبير. مع تراجع أرباح الصادرات بشكل دراماتيكي، عانى جنوب فرنسا، ولا سيما المدن الساحلية في مارسيليا وبوردو، وكذلك مدينة لا روشيل، من تراجع مستويات التجارة. علاوة على ذلك، ارتفعت أسعار المواد الغذائية الأساسية في معظم أنحاء أوروبا القارية.
فتح مرسوم سانت كلاود الذي أصدره نابليون في شهر يوليو 1810 جنوب غربي فرنسا والحدود الإسبانية بغية تقييد التجارة البريطانية، وأعاد فتح طرق التجارة الفرنسية إلى الولايات المتحدة. كان المرسوم بمثابة اعتراف بإلحاق حصاره ضررًا باقتصاد بلاده أكبر من الضرر الذي ألحقه بالبريطانيين، وبأن بلاده فشلت في تقليل مستويات الدعم البريطاني لحلفائها. شهد شمال وشرق فرنسا الصناعيان، وإقليم فالونيا (الواقع في جنوبي البلاد التي تعرف اليوم باسم بلجيكا) زيادة كبيرة في الأرباح بسبب قلة المنافسة من البضائع البريطانية (خاصة المنسوجات، التي كانت تُنتج في بريطانيا بأسعار أقل بكثير).
في إيطاليا، ازدهر القطاع الزراعي؛ فيما عانى الاقتصاد الهولندي، القائم على التجارة، بشكل كبير نتيجة للحظر. أثارت حرب نابليون الاقتصادية استياء شقيقه ملك هولندا، لويس الأول.

### الدول الاسكندنافية ومنطقة البلطيق

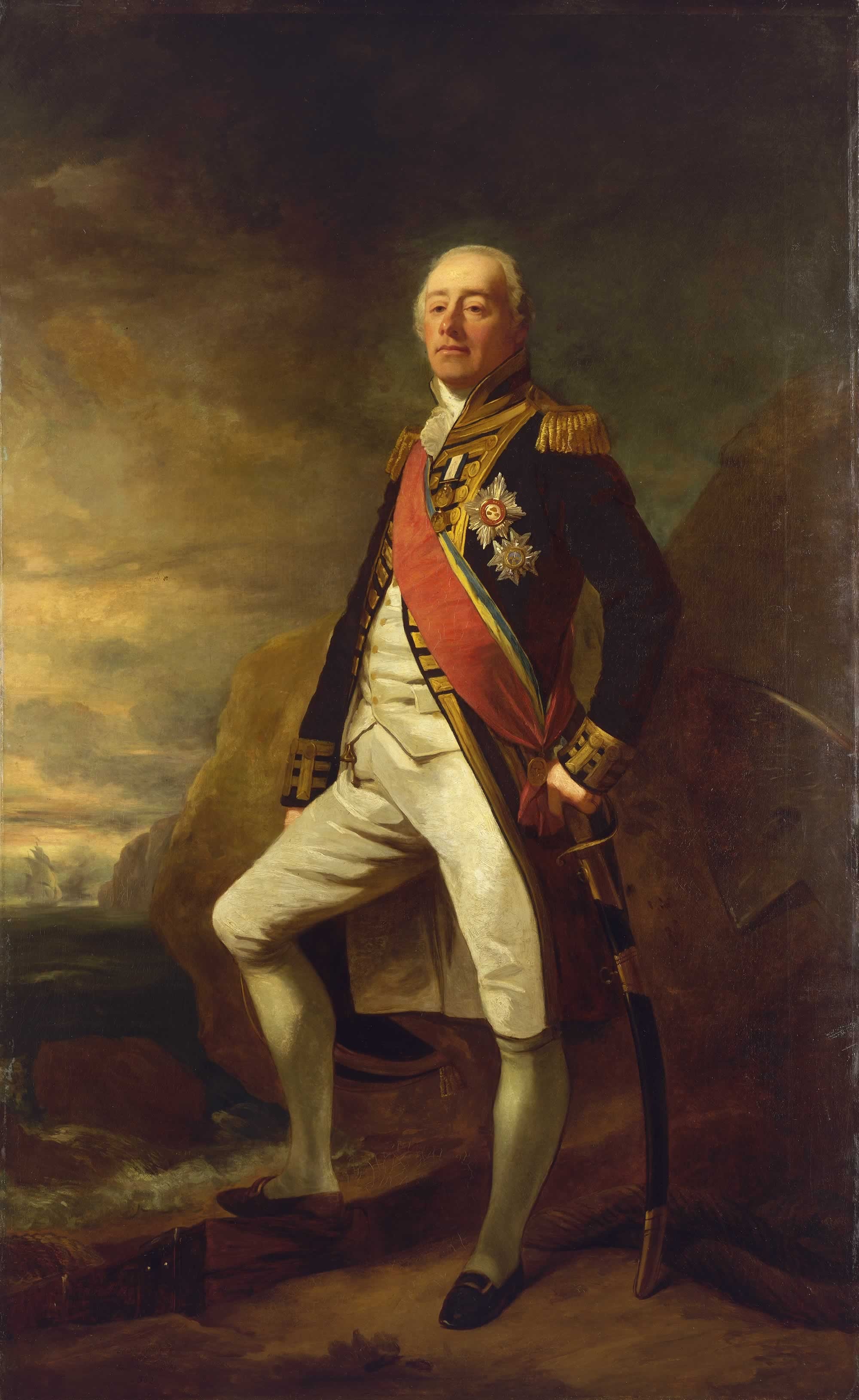
كان نائب الأدميرال، جيمس سوماريز، قائد البحرية الملكية في حملة البلطيق 1808-1814 التي أمّنت التجارة البريطانية في المنطقة.

شنت بريطانيا هجومًا كبيرًا على أضعف حلقات التحالف النابليوني، الدنمارك، كرد أولي على الحصار القاري. كانت الدنمارك محايدة من الناحية الظاهرية، لكنها تعرضت لضغوط فرنسية وروسية كبيرة لتعهدها بمنح أسطولها لنابليون. لم تتمكن لندن من المغامرة بتجاهل التهديد الدنماركي فقصف الأسطول البحري الملكي مدينة كوبنهاغن واستولى على الأسطول الدنماركي في معركة كوبنهاغن الثانية في أغسطس – سبتمبر 1807، وتمكنت لندن بذلك من تأكيد سيطرة الأسطول التجاري البريطاني على الممرات البحرية في بحر الشمال وبحر البلطيق. احتلت بريطانيا جزيرة هيلغولاند الواقعة قبالة الساحل الغربي للدنمارك في شهر سبتمبر 1807 ما سهل عليها السيطرة على طرق التجارة الواصلة إلى موانئ بحر الشمال وأصبحت بذلك عمليات تهريب البضائع أسهل بكثير على لندن. أشعلت الهجمات على كوبنهاغن وهيلغولاند حرب غونبورت ضد الدنمارك التي استمرت حتى عام 1814.